# Pacto monástico de San Vicente
El Pacto monástico de San Vicente, un documento fechado en el siglo VIII, es el documento más antiguo sobre la monarquía asturiana
El documento copia del siglo XII del original fechado el 25 de noviembre del 781 relata el primer asentamiento monástico liderado por los monjes Máximo junto con sus siervos y Fromestano en lo que se denomina «locum quod dicunt Oveto», por lo que es considerado el documento de creación de Oviedo.
El pacto se establece con veinticinco monjes más, y constituye de hecho el acta fundacional del monasterio de San Vicente, como se indica en el texto:

Yo, Frómista, abad desde hace veinte años junto con mi sobrino el monje Máximo, nos establecimos en este lugar, abandonado y deshabitado, fundando una basílica en honor de San Vicente, mártir de Cristo y levita

En otra parte del texto indica que los otorgantes donan todos sus bienes al monasterio:

tan in terris quam etiam in vineis, pomiferia, edificiis, aquiis aquarum ductibus..